# Tavagnacco
Tavagnacco (furlansko Tavagnà) je mesto in občina v Pokrajini Videm, v zgodovinski regiji Furlaniji. Leži v italijanske dežele Furlanija - Julijska krajina, na severovzhodu Italije. Ima 14.648 prebivalcev. 

## Naselja
V občini je več naselij. Imena naselij v italijanščini in furlanščini:
- Adegliacco / Dedeà
- Branco / Branc
- Cavalicco / Cjavalì
- Colugna / Culugne
- Feletto Umberto / Felet
- Molin Nuovo / Mulignûf
- Santa Fosca / Sante Foscje
- Tavagacco / Tavagnà